# Восточнотиморско-филиппинские отношения
Восточнотиморско-филиппинские отношения — двусторонние дипломатические отношения между Восточным Тимором и Филиппинами.

## История
20 мая 2002 года в Восточном Тиморе праздновался День независимости от Индонезии, от Филиппин на празднике присутствовал секретарь социально-экономического планирования Данте Канлас. Во время этого визита Данте Канлас и министр иностранных дел Восточного Тимора Жозе Рамуш-Орта подписали совместное коммюнике, устанавливающее дипломатические отношения между двумя странами. 15 августа 2002 года премьер-министр Восточного Тимора Мари Алькатири посетил Филиппины для подписания соглашения с Азиатским банком развития. 16 августа 2002 года Мари Алькатири провёл встречу с секретарем по иностранным делам Филиппин Бласом Опле. В ходе встречи стороны договорились о том, что Филиппины откроют посольство в Дили.
В декабре 2008 года Восточный Тимор и Филиппины подписали три соглашения по стимулированию сотрудничества в море и рыболовстве, сфере образования и профессиональной подготовке иностранных услуг. Филиппины предпринимают меры по активизации торговли с Восточным Тимором, а также стремятся развивать культурные и образовательные обмены. В ноябре 2012 года правительство Восточного Тимора выделило 750000 долларов США для оказания помощи жителям Филиппин, пострадавшим от тайфуна Бофа. По состоянию на февраль 2017 года в Восточном Тиморе постоянно проживало 1398 граждан Филиппин.